# Per Hellmyrs
Per Joel Gustaf Hellmyrs, född 18 mars 1983 i Edsbyn, är en svensk bandyspelare. Han blev utsedd till årets man i svensk bandy säsongen 2008/09.

## Karriär
Per Hellmyrs var med när Sverige tog silver i VM 2007 och har vunnit SM-guld med Edsbyns IF 2004, 2005, 2006 och 2007. Han har också deltagit i World Cup med Edsbyn som vann turneringen. Han vann VM-guld den 25 januari 2009 med Sveriges landslag.
Hellmyrs gjorde en kortare avstickare till Ryssland och klubben Raketa Kazan under 2007 men återvände till Edsbyn 2008. Inför säsongen 2009/2010 bytte han klubb till Bollnäs GIF.